# Fra et romersk osteria
Fra et romersk osteria er et maleri af Carl Bloch fra 1866, det er inspireret af et maleri af Wilhelm Marstrands Italiensk Osteriscene. Pige der byder den indtrædende Velkommen fra 1848.
Fra et romersk osteria blev bestilt af købmand Moritz G. Melchior, ønskede et maleri, der lignede Marstrands  italiensk osteriscene.

## Persongalleri
I baggrunden ses Melchior der taler med to af sine venner og med ryggen til beskueren ses Carl Bloch. 

## Proveniens
Maleriet er testamentarisk gave til Statens Museum for Kunst fra M.G. Melchior i 1935.

## Yndet motiv
Med Elisabeth Jerichau Baumanns maleri Italiensk osteria kendes mindst tre versioner af dette motiv.